# فونتاناريخو (سيوداد ريال)
بلدية فونتاناريخو (بالإسبانية: Fontanarejo)‏، هي إحدى بلديات مقاطعة سيوداد ريال إحدى مقاطعات إسبانيا، والتي تقع في منطقة قشتالة لا منتشا وسط إسبانيا.
يبلغ عدد سكانها 280 نسمة وفقاً لإحصائية سنة (2007).